# Aralba
Aralba (Arhalba) foi o terceiro rei conhecido de Ugarite, uma antiga cidade no noroeste da Síria, reinando por não menos de dois anos,  possivelmente de 1315 a 1 313 a.C., em sucessão de seu pai Niquemadu II. Muito pouco se sabe sobre seu curto reinado, pois só é citado em seis textos jurídicos. O que dá mais informações é o seu 'Último desejo', onde adverte seus irmãos para não desposarem sua esposa Cubaba após sua morte, contrariando o costume do levirato. A carta, aliada a origem não-semita de seu nome, deu espaço a muita especulação, com alguns até sugerindo que não era o herdeiro legítimo do trono. Mais tarde, foi supostamente forçado pelo rei hitita Mursil II a abdicar do trono, em favor de seu irmão Niquemepa. Provavelmente foi enviado para o exílio depois.